# 빔 라이딩
빔 라이딩, 빔 유도 또는 레이더 빔 라이딩, 전파 유도는 LOSBR(Line-Of-Sight Beam Riding)이라고도 알려진 것으로, 레이더 또는 레이저 빔을 통해 미사일을 대상으로 향하게 하는 기술이다. 이름은 미사일이 목표물을 겨냥한 유도빔을 따라 날아가는 방식을 의미한다. 이는 가장 간단한 유도 시스템 중 하나이며 초기 미사일 시스템에서 널리 사용되었지만 장거리 타겟팅에는 여러 가지 단점이 있었고 현재는 일반적으로 단거리 역할에서만 사용된다.

## 기본 개념
빔 라이딩은 목표물을 향한 신호를 기반으로 한다. 신호는 추적을 위해 사용할 필요가 없으므로 강력할 필요는 없다. 이런 종류의 시스템의 주요 용도는 비행기나 탱크를 파괴하는 것이다. 첫째, 발사 구역에 있는 조준 스테이션(차량에 장착될 수 있음)이 좁은 레이더나 레이저 빔을 적 항공기나 탱크에 발사한다. 그런 다음 미사일이 발사되고 발사 후 어느 시점에 미사일이 미사일 안으로 날아갈 때 레이더나 레이저 빔에 의해 "수집"된다. 이 단계부터 미사일은 빔 내부를 유지하려고 시도하는 반면 조준 스테이션은 빔이 목표물을 계속 가리키도록 한다. 내부의 컴퓨터에 의해 제어되는 미사일은 목표물을 향해 빔을 "타고"간다.